# Герб Беченчинского наслега
Герб муниципального образования сельское поселение «Беченчинский наслег» Ленского района Республики Саха (Якутия) Российской Федерации.
Герб утверждён Решением Беченчинского наслежного Совета № 9/2 от 28 декабря 2009 года.
Герб внесён в Государственный геральдический регистр Российской Федерации под регистрационным номером 6603.

## Описание герба
«В зелёном поле с серебряной обременённой чёрной чашей оконечностью серебряный восстающий конь».

## Описание символики
Зелёный цвет поля герба говорит о богатстве даров тайги и щедрости недр, коротком и ярком якутском лете.
Белый восстающий конь символизирует духовное возрождение, чистоту нравов и помыслов, развитие исконного занятия народа Саха — скотоводства.
Белый цвет поля говорит о суровой красоте северного края, экстремальных условиях жизнедеятельности людей.
Чёрная античная чаша символизирует нефтяные и газовые месторождения, находящиеся в Ленском районе, благодаря промышленным разработкам которых наслег получает дальнейшее развитие.

## История герба
Первоначально герб наслега, утверждённый 28 декабря 2009 года, имел следующее описание: «На щите прямоугольной геральдической формы/ „французской“/. В верхней части щита, на зелёном поле, восстающий белый /серебряный/ конь. В оконечности, на белом /серебряном/ поле, чёрная античная чаша. Щит окружён белой /серебряной/ каймой».
Автор герба — В. А. Балаев.
Белая кайма символизировала о принадлежности к Ленскому району, и заботе о чистоте экологии района.
По рекомендации Геральдического совета серебряная кайма была удалена из герба, и гербу дано новое ныне действующее описание.